# More Adey
William More Adey, més conegut com a More Adey (Under-the-Hill, Wotton-Under-Edge, Gloucestershire, 22 de juliol de 1858 - 29 de gener de 1942), va ser un crític d'art, editor i esteta anglès. Va ser coeditor de la revista The Burlington Magazine, però potser és més conegut per haver estat amic i membre del cercle íntern d'Oscar Wilde des de la dècada de 1890 fins a la mort de Wilde el 1900. Com a defensor de Wilde durant el seu judici i empresonament, Adey va visitar-lo a la presó de Reading, va intentar negociar en nom dels interessos del gaoled com el seu tutor de facto, i va supervisar una col·lecció que es va utilitzar per comprar necessitats vitals, com roba, del seu alliberament.
Adey va ser també company de Lord Alfred Douglas el 1895, i amic proper del poeta des de la dècada de 1890 fins al 1913. El biògraf de Douglas, Rupert Croft-Cooke, es refereix a Adey com "un homosexual del que, entre els seus companys, era i és anomenat un tipus 'discret'". Adey també va desenvolupar una relació professional i de parella de 15 anys amb un altre bon amic de Wilde, Robbie Ross. Quan Douglas i Ross es van enfrontar en els tribunals el 1913 en el cas de difamació d'Arthur Ransome, Adey va testificar a favor de Ross, cosa que va fer que Douglas tallés els seus llaços amb el seu antic amic.
Adey va ser editor adjunt de la revista The Burlington Magazine el novembre de 1910, i va exercir com a coeditor, en col·laboració amb Roger Fry, des de gener de 1914 fins a maig de 1919. Adey, per tant, es pot veure com un punt de connexió entre els estetes londinencs de la dècada de 1890 i el cercle de Bloomsbury, que va prendre importància una generació més tard. Se li atribueixen més de trenta articles firmats a la revista, així com nombroses notes i opinions sense signar. També se li atribueix haver introduït una forta apreciació iconogràfica a la revista.
La mort de Ross a l'octubre de 1918 va ser un cop per a Adey, que va escriure en una carta a un amic en comú cinc dies després de la pèrdua que "ningú podrà ser per mi el que ell ha estat". Ross va fer la seva exparella el principal beneficiari del seu testimoni, però en un punt desconegut de la dècada de 1920 Adeyva ser superat per problemes mentals i va haver de ser confinat en un centre de cura de llarga estada.
Adey morir sota tractament el 1942; en un breu homenatge la coeditora inicial de la revista The Burlington Magazine, Barbara Pezzini, el va descriure així el maig de 2010: "More Adey sovint ha estat descrit com un home tímid i apocat i la seva tràgica mort en una institució de salut mental el 1942, després d'haver perdut el contacte fins i tot amb els seus amics més pròxims, semblava tacar de manera retrospectiva tota la seva vida".